# ويزلي أ. براون
ويزلي أ. براون (بالإنجليزية: Wesley A. Brown)‏ هو ضابط أمريكي، ولد في 3 أبريل 1927 في بالتيمور في الولايات المتحدة، وتوفي في 22 مايو 2012.